# Сто квітів (кінопремія)
«Народна кінопремія „Сто квітів“» (спрощ.: 大众电影百花奖; піньїнь: Dàzhòng Diànyǐng Bǎihuā Jiǎng), частіше спрощено премія «Сто квітів» — кінематографічна премія Китайської Народної Республіки. Вручається з 1962 року; переможці визначаються шляхом глядацького голосування та отримують статуетку «Богині квітів» (кит.: 花神). Нагороду порівнюють за важливістю з американською премією «Золотий глобус», поряд з премією «Золотий півень» (яку на відміну від неї присуджує колегія експертів) вважається однією з найпрестижніших кінопремій Китаю.

## Історія та опис
Премія «Сто квітів» була заснована в 1962 році Китайською кіноасоціацією за пропозицією прем'єра Держради КНР Чжоу Еньлая й підтримана найтиражованішим у країні тематичним журналом «Популярне кіно» (кит.: 大众电影), голосуванням читачів якого і обиралися лауреати. Нині правила дозволяють, окрім надрукованих у виданні бюлетенів, голосувати за допомогою SMS, через інтернет або телефонний зв'язок, а також не обмежують право голосу цим часописом.
За свою історію премія неодноразово змінювала свою періодичність. Після перших двох нагороджень в 1962 і 1963 роках премія була скасована в ході подій «культурної революції». 1980 року вона була відновлена і аж до 2004 року її присуджували щорічно, «поріднившись» в 1992 з премією «Золотий півень», після чого обидві стали вручати на одному загальнонаціональному кінофестивалі. В період 1980—2004 років премію в категорії «Найкращий фільм» присуджували щороку трьом кінофільмам, що перемогли в голосуванні. З 2004 року обидві премії були переведені на дворічний режим, при цьому «Півня» стали вручати у непарні роки, а «Квіти» — у парні.

### Сучасні правила премії
У наш час премія, з незначними корективами, вручається за реформованими правилами, введеними в 2006 році з цілою низкою змін, у тому числі:
- Було дозволено номінувати на премію фільми, зняті на Тайвані і в Гонконзі.
- У зв'язку з переведенням премії на дворічний режим, дозволеними до номінації стали фільми не одного, а двох минулих років.
- У порівнянні з правилами 1980—2004 років, змінився статус лідерів голосування — статус «накращого фільму» стали присуджувати тільки першому з них, два наступних займають «друге місце» (runners-up).
- Нарешті, змінилися і власне правила голосування, що стало триступінчатим:

1. Первинний («лонг-лист») список з 8-10 кандидатів для кожної категорії відбирається кіноменеджерами China City Film Developing Association та членами Кіноасоціації Китаю з фільмів, що набрали зборами в континентальному Китаї більше 5 млн юанів.
2. За кандидатури першого етапу голосує аудиторія (з використанням журнальних бюлетенів, інтернету, мобільних дзвінків і SMS), відбираючи до 5 лідерів, складових «шорт-лист». Кожен з тих, що пройшли цей етап отримує сертифікат номінанта відповідної категорії премії.
3. Для останнього етапу голосування, комісія з нотаріальними повноваженнями випадковим чином вибирає з числа тих, що проголосували 101го вибірника та організовує для них показ фільмів шорт-листа, після чого ця колегія вибірників проводить остаточне таємне голосування та оголошує результат[6].

## Категорії
| Категорії                            | Назва мовою оригіналу  |
| ------------------------------------ | ---------------------- |
| Найкращий фільм                      | 最佳影片               |
| Найкраща режисерська робота          | 最佳导演               |
| Найкращий сценарій                   | 大眾電影百花獎最佳編劇 |
| Найкраща чоловіча роль               | 最佳男主角             |
| Найкраща жіноча роль                 | 最佳女主角             |
| Найкраща чоловіча роль другого плану | 最佳男配角             |
| Найкраща жіноча роль другого плану   | 最佳女配角             |
| Найкращий дебют                      | 最佳新人奖             |

| Категорії                              | Назва мовою оригіналу |
| -------------------------------------- | --------------------- |
| Найкраще співпродюсування              |                       |
| Найкращий фільм-китайська опера        |                       |
| Найкращий анімаційний фільм            |                       |
| Найкращий документальний фільм         |                       |
| Найкраща операторська робота           |                       |
| Найкраща оригінальна музика до фільму  |                       |
| Найкраща робота художника-постановника |                       |